# Mite de la Terra plana

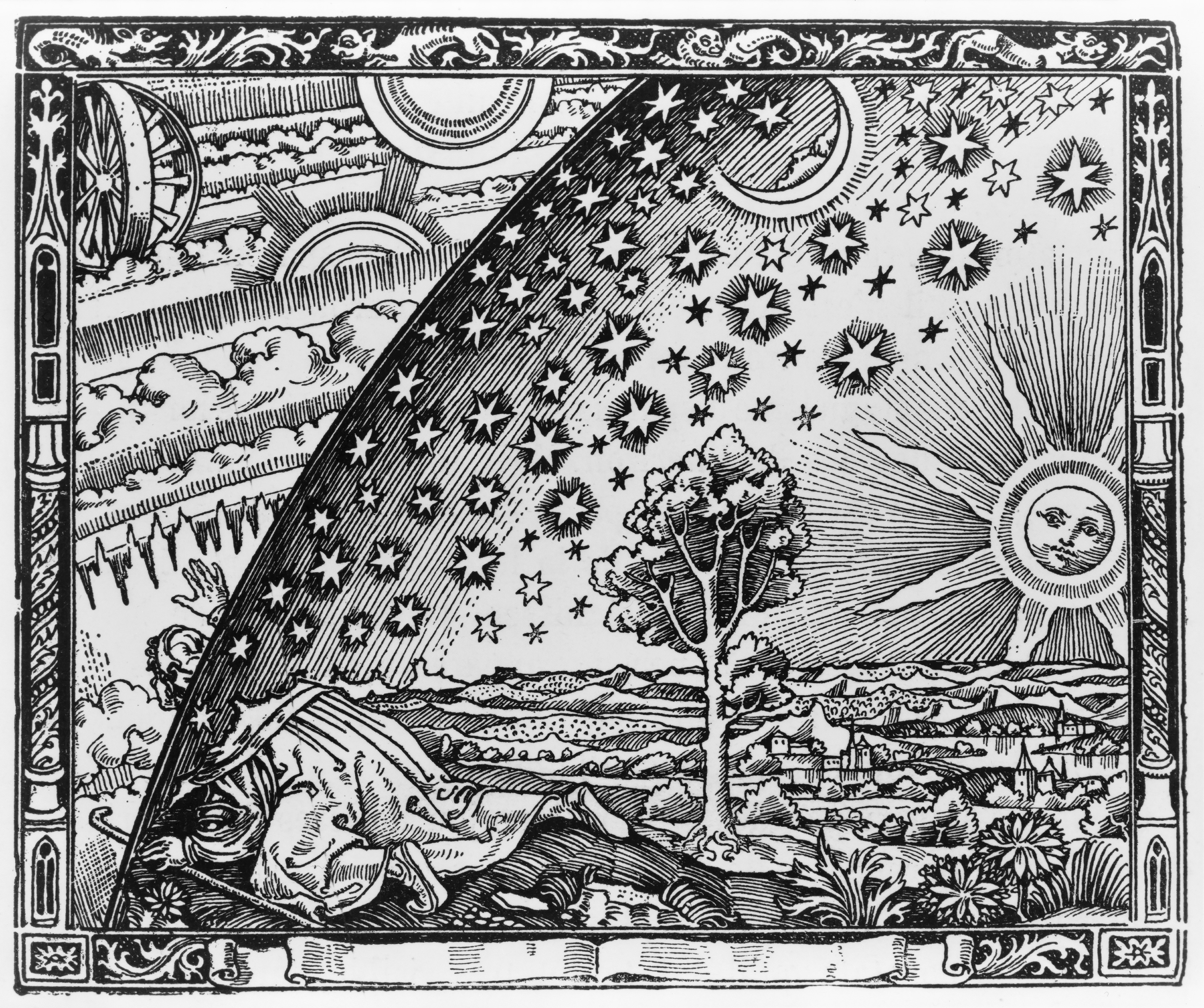
El cèlebre gravat Flammarion, inclòs en L'atmosphère: météorologie populaire (París, 1888), de Camille Flammarion (p. 163), mostra a un home arrossegant-se per sota de la vora del cel, descrit com si fos un hemisferi sòlid, per fer un cop d'ull al misteriós Empiri, que es troba més enllà. El peu de la imatge original, que no apareix aquí, diu: "Un missioner medieval narra que ha descobert el punt on es troben el cel i la Terra..." El 1973, Bruno Weber va creure poder demostrar que alguns detalls d'aquesta imatge no podrien haver-se creat sense un burí, l'eina dels gravadors, utilitzat en la fusta només des de finals del. Va deduir que el gravat era un muntatge creat a partir de diverses imatges d'època, en particular la Cosmographia, de Sebastian Münster (1550), de les quals el bibliófil Flammarion, en podia tenir un exemplar.

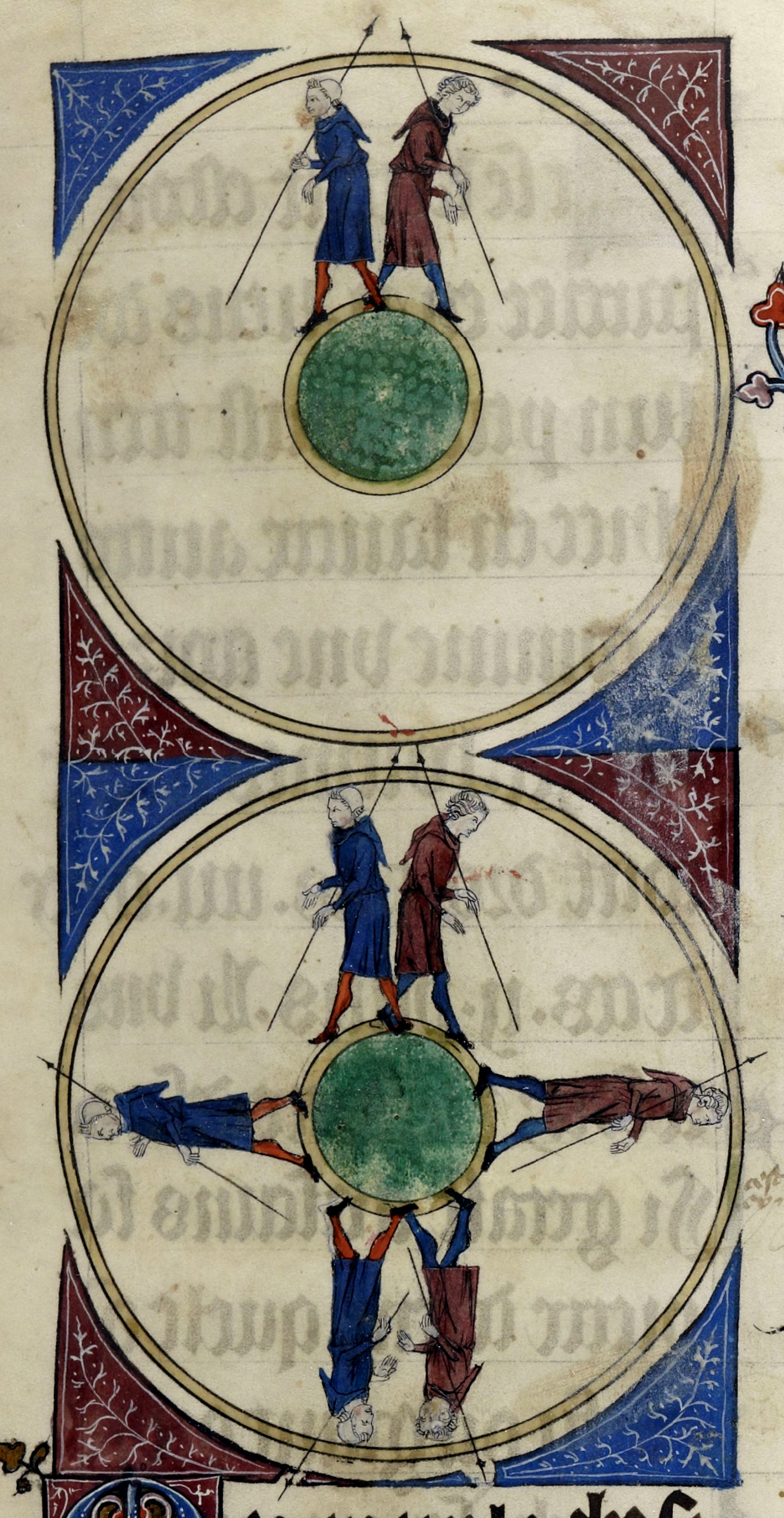
Il·lustració de la terra esfèrica en una còpia del segle XIV de L'Image du monde (ca. 1246).

El mite de la Terra plana és un malentès modern segons el qual la visió cosmològica predominant durant l'Edat Mitjana consistia en considerar que la Terra era plana, i no una esfera.

Pel que sembla, aquesta idea es va originar al segle xix i es va difondre durant la primera meitat del segle xx. Sobre aquesta idea, els Membres de l'Associació Històrica (Members of the Historical Association) van declarar, el 1945, el següent:
| « | La idea que els homes instruïts en el temps de Colom creguessin que la Terra era plana, i que aquesta creença va ser un dels obstacles que Colom va haver de superar abans que el seu projecte fos acceptat, segueix sent un dels errors més grans en l'ensenyament. | » |

Durant la primera part de l'Edat Mitjana, pràcticament tots els estudiosos sostenien el punt de vista que la Terra era rodona, com van expressar els antics grecs. Ja al segle xiv, la creença que la Terra fora plana era pràcticament inexistent entre els homes educats.
No obstant això, entre els artistes medievals, la imatge de la Terra plana era comuna. L'exterior del famós tríptic El jardí de les delícies, de Hieronymus Bosch, és un exemple del Renaixement en el qual apareix una imatge de la Terra en forma de disc surant dins d'una esfera transparent.
Segons Stephen Jay Gould, «mai no hi va haver un període de "foscor de la Terra plana" entre els estudiosos (independentment de com concebés el públic en general al nostre planeta llavors i ara). El coneixement grec de l'esfericitat de la Terra mai no va desaparéixer, i tots els grans estudiosos medievals acceptaven que la Terra era rodona com un fet establert de la cosmologia.»
David Lindberg i Ronald Numbers, historiadors de la ciència, ressalten el fet que «difícilment hi havia cap estudiós cristià durant l'Edat Mitjana que no reconegués que la Terra era una esfera i fins i tot que no sabés la seva circumferència aproximada».
L'historiador Jeffrey Burton Russell va dir que l'error de la Terra plana va florir principalment entre 1870 i 1920, i va tenir a veure amb les ideologies que es van crear sobre l'evolució. Russell sosté que «no hi va haver ningú, a partir del tercer segle aC, entre les persones educades de la civilització occidental (tret de molt poques excepcions), que digués que la Terra era plana», i assegura que van ser sobretot els historiadors John William Draper, Andrew Dickson White i Washington Irving els qui van popularitzar el mite de la Terra plana.

## Història
En el llibre Inventing the Flat Earth: Columbus and Modern Historians ('Inventant la Terra plana: Colom i els historiadors moderns'), Jeffrey Russell descriu la teoria de la Terra plana com un rondalla utilitzada per impugnar la civilització premoderna, especialment l'Edat Mitjana a Europa.

James Hannam va escriure:
| « | El mite segons el qual les persones de l'Edat Mitjana creien que la Terra era plana apareix al segle xvii com una campanya pels protestants en contra de les ensenyances catòliques. Però va aconseguir notorietat al segle xix, gràcies a històries no basades en fets com l'obra History of the Conflict Between Religion and Science (Història del conflicte entre la religió i la ciència) de John William Draper publicat en 1874 i el llibre History of the Warfare of Science with Theology in Christendom ('Història de la guerra entre la ciència contra la teologia de la cristiandat') d'Andrew Dickson White publicat el 1896. Ateus i agnòstics van lluitar per imposar aquesta idea del conflicte per aconseguir els seus propis propòsits ... | » |